# Hydroglyphus aethiopicus
Hydroglyphus aethiopicus är en skalbaggsart som först beskrevs av Régimbart 1907.  Hydroglyphus aethiopicus ingår i släktet Hydroglyphus och familjen dykare. Inga underarter finns listade i Catalogue of Life.